# Satz von Vivanti-Pringsheim
In der Mathematik ist der Satz von Vivanti-Pringsheim ein Lehrsatz aus der Funktionentheorie über Singularitäten von Potenzreihen auf dem Rand ihres Konvergenzkreises: Er besagt, dass der positive, reelle Punkt auf dem Rand des Konvergenzkreises bei nichtnegativen, reellen Koeffizienten eine Singularität ist. Ein einfaches Beispiel ist die geometrische Reihe {\displaystyle \textstyle \sum _{n=0}^{\infty }z^{n}={\frac {1}{1-z}}}, die ihre einzige Singularität in {\displaystyle z=1} hat.
Der Satz wurde 1893 von Giulio Vivanti formuliert und ein Jahr später von Alfred Pringsheim bewiesen. Eine Verallgemeinerung auf Dirichlet-Reihen bewies später Edmund Landau.

## Aussage
Sei {\displaystyle \textstyle \sum _{n=0}^{\infty }a_{n}z^{n}=f(z)} eine Potenzreihe mit nichtnegativen, reellen Koeffizienten {\displaystyle a_{n}} und positivem Konvergenzradius {\displaystyle R}. Dann ist {\displaystyle z=R} eine Singularität von {\displaystyle f}.